# 无锡清真寺
无锡清真寺位于中国江苏省无锡市梁溪区解放南路586号、解放南路和学前街交叉口东南侧，西临古运河，北隔学前街与薛福成故居相对。该寺建于1921年，为无锡最早的清真寺，现建筑为1999年易地重建，为五层的阿拉伯式建筑，一侧建有高33.795米的宣礼塔，大殿可容纳300人同时礼拜。

## 图集

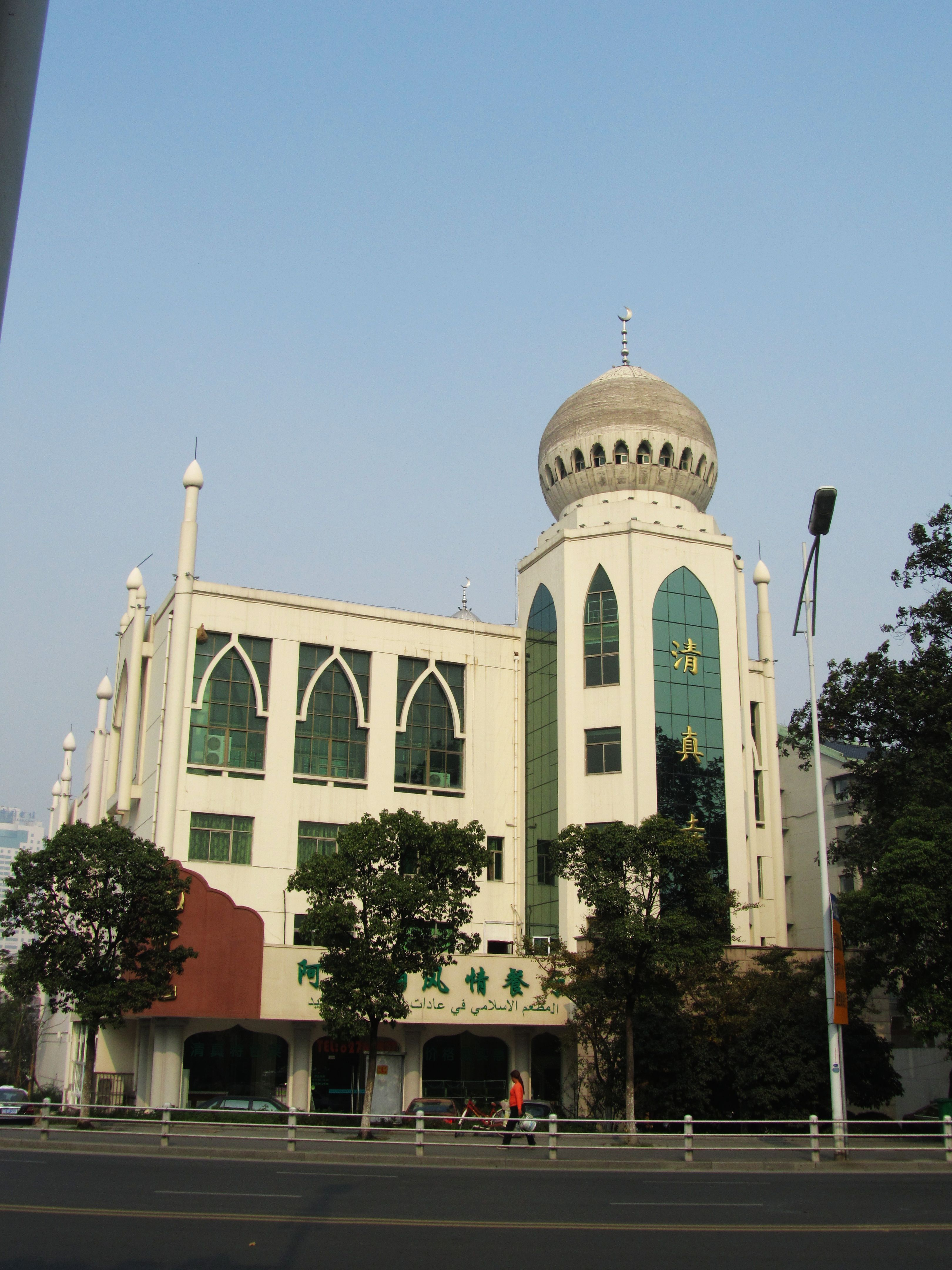
自解放南路清真寺西侧拍摄
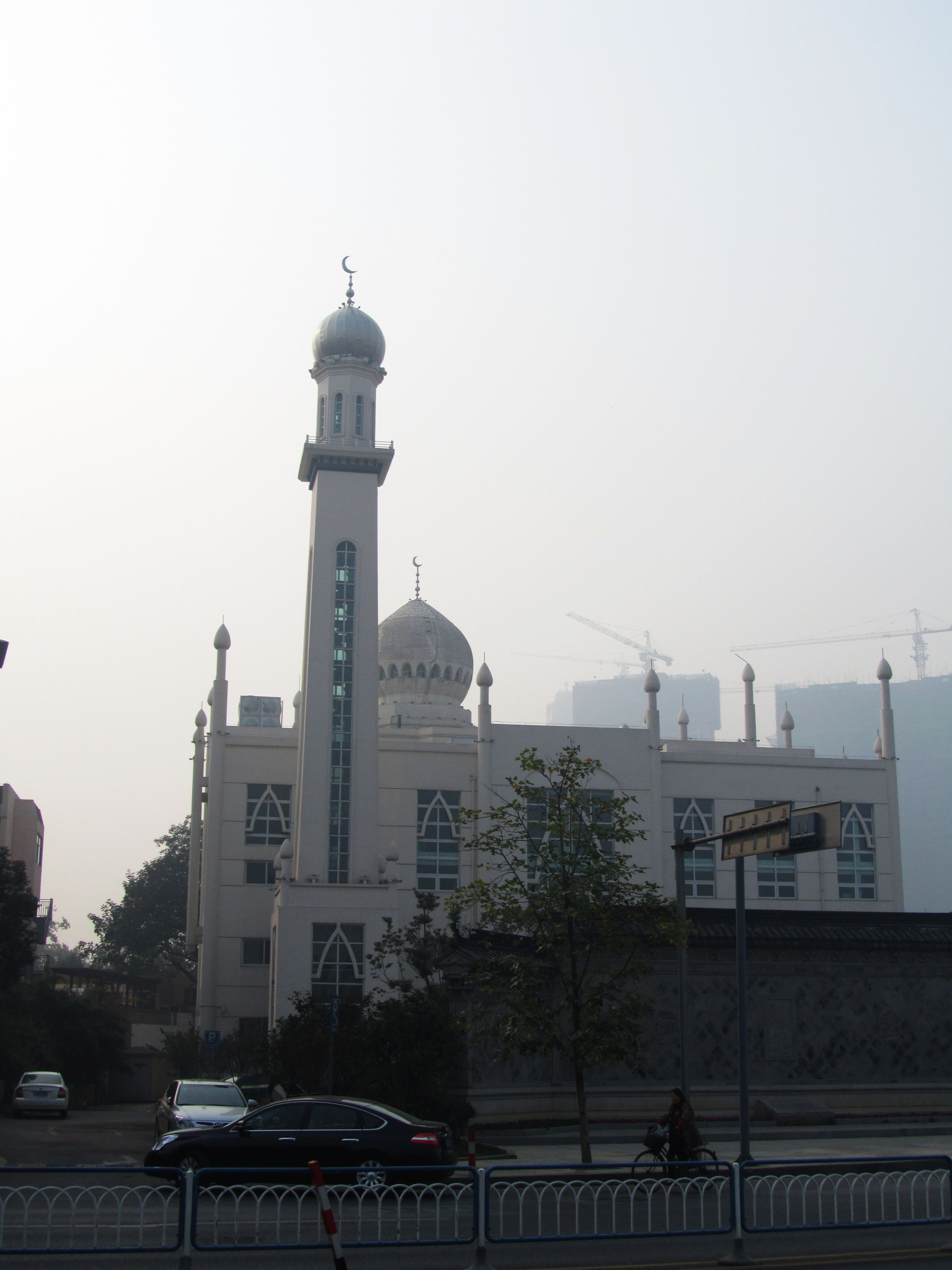
自学前街清真寺北侧拍摄
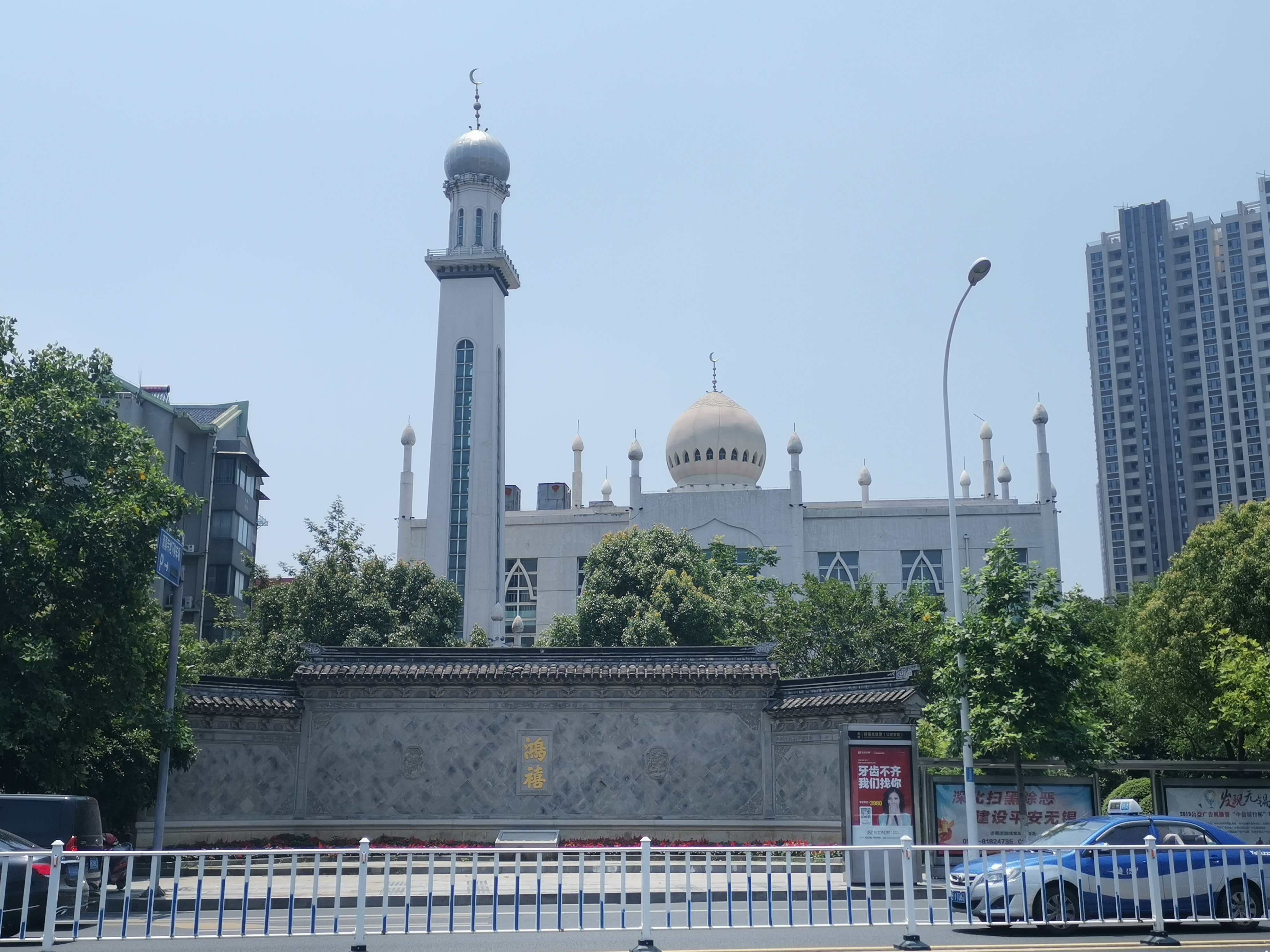
无锡清真寺